# Kenzo Simons
Kenzo Simons (Paramaribo, Surinam, 13 de abril de 2001) es un deportista neerlandés que compite en natación.
Ganó tres medallas de bronce en el Campeonato Mundial de Natación en Piscina Corta, en los años 2021 y 2022, y tres medallas en el Campeonato Europeo de Natación en Piscina Corta, en los años 2021 y 2023.

## Palmarés internacional
| Campeonato Mundial en Piscina Corta | Campeonato Mundial en Piscina Corta | Campeonato Mundial en Piscina Corta | Campeonato Mundial en Piscina Corta |
| Año                                 | Lugar                               | Medalla                             | Prueba                              |
| ----------------------------------- | ----------------------------------- | ----------------------------------- | ----------------------------------- |
| 2021                                | Abu Dabi (EAU)                      | Medalla de bronce                   | 4 × 50 m libre                      |
| 2022                                | Melbourne (Australia)               | Medalla de bronce                   | 4 × 50 m libre                      |
| 2022                                | Melbourne (Australia)               | Medalla de bronce                   | 4 × 50 m libre mixto                |
| Campeonato Europeo en Piscina Corta |                                     |                                     |                                     |
| Año                                 | Lugar                               | Medalla                             | Prueba                              |
| 2021                                | Kazán (Rusia)                       | Medalla de oro                      | 4 × 50 m libre                      |
| 2023                                | Otopeni (Rumania)                   | Medalla de bronce                   | 4 × 50 m estilos                    |
| 2023                                | Otopeni (Rumania)                   | Medalla de bronce                   | 4 × 50 m estilos mixto              |